# Rotrou III. (Perche)
Rotrou III. († 6. (oder 8.) Mai 1144 vor Rouen) war ab 1100 oder 1101 der erste Graf von Le Perche, zudem war er ab 1126 Herr von Bellême. Er war der Sohn von Geoffroy II., Graf von Mortagne und Herr von Nogent-le-Rotrou, das er 1090 zur Grafschaft Le Perche zusammengefasste, und der Beatrix von Roucy.

## Biographie
Rotrou begann seine militärische Karriere auf der Iberischen Halbinsel im Kampf gegen die Mauren. Er kämpfte in Begleitung seines Onkels Ebles II., Graf von Roucy und auf der Seite des Königs Sancho I. von Aragón (Sancho V. von Navarra; † 1094). Später nahm er im Gefolge von Herzog Robert II. von Normandie am Ersten Kreuzzug teil, vor allem an der Belagerung von Antiochia und der Belagerung von Jerusalem (1099). Sein Vater starb Mitte Oktober 1100, als er noch im Heiligen Land war.
Kurz nach seiner Rückkehr brach der Konflikt zwischen König Heinrich I. von England und Herzog Robert aus. Rotrou stellte sich auf Roberts Seite, während sein Feind Robert II. de Bellême Heinrich unterstützte. Nachdem er gegen Bellême unterlegen war, wechselte Rotrou auf die Seite des Königs und heiratete 1103 eine seiner unehelichen Töchter. Der Kampf gegen Bellême ging jedoch weiter, bis die beiden Kontrahenten exkommuniziert wurden; für die Aufhebung der Exkommunikation zahlte Rotrou schnell eine Ehrenstrafe.
Im Jahr 1111 kämpfte er auf Seiten von König Heinrich gegen den König von Frankreich, wiederum gegen den Seigneur de Bellême und diesmal auch gegen den Grafen von Anjou. Er geriet in Gefangenschaft, während Mortagne-au-Perche niedergebrannt wurde. Nach seiner Freilassung ging er ein weiteres Mal nach Spanien, wo er für den König Alfons I. von Aragón kämpfte, musste aber bald wieder nach Hause zurückkehren, um das von Guillaume III. Gouët verwüstete Le Perche zu verteidigen. Von 1115 bis 1118 war er erneut in Spanien, wo er Alfons I. bei der Rückeroberung des aufständischen Navarra unterstützte.
Nach dem Tod König Heinrichs 1135 und dem Ausbruch des Englischen Bürgerkriegs stellte sich Rotrou anfangs auf die Seite des neuen Königs Stephan und gegen die Tochter des verstorbenen Königs, Matilda. 1141 aber organisierte er eine Zusammenkunft normannischer Barone, die sich dann Matilda und ihrem Ehemann Gottfried Plantagenet anschlossen. Bei der Belagerung Rouens, die Gottfried im Zuge der Eroberung der Normandie, durchführte, wurde Rotrou am 6., vielleicht auch am 8. Mai 1144 von einem Pfeil tödlich getroffen.

## Ehen und Nachkommen
Rotrou schloss eine erste Ehe, von der aber nicht einmal der Name der Ehefrau überliefert ist. Von ihr bekam er eine Tochter, Béatrice, die später Renaud IV. de Château-Gontier, Seigneur de Château-Gontier, heiratete.
1103 heiratete er in zweiter Ehe Mathilde (Mahaut), eine uneheliche Tochter von König Heinrich I. von England und seiner Konkubine Edith. Aus dieser Ehe hatte er zwei Töchter, Philippa, die spätere Ehefrau von Elias II. (Hélie II.), Graf von Maine, und Félicie. Mathilde kam am 25. November 1120 beim Untergang des Weißen Schiffs  vor Barfleur ums Leben.
Vor 1126 schloss Rotrou eine dritte Ehe, jetzt mit Hawise, der Tochter von Walter of Salisbury (Erstes Haus Salisbury) und Sibylle de Chaource. Mit ihr hatte er drei Söhne:
- Rotrou IV., † 27. Juli 1191 bei der Belagerung von Akkon, der 1180 sein Nachfolger als Graf von Le Perche wurde
- Geoffroy, der 1144 bezeugt ist
- Étienne, der bis 1168 Elekt von Palermo und Kanzler des Königreichs Sizilien war und später im Heiligen Land verstarb

Nach Rotrous Tod heiratete Hawise in zweiter Ehe Robert den Großen, Graf von Dreux und Le Perche, † 11. Oktober 1188 (Stammliste der Kapetinger, Haus Frankreich-Dreux).